# Терновое (Покровский район)
Терновое (укр. Тернове; до 2016 года — Новопетровское, укр. Новопетрівське) — село в Березовском сельском совете Покровского района Днепропетровской области Украины.
Код КОАТУУ — 1224282306. Население по переписи 2001 года составляло 316 человек.

## Географическое положение
Село находится на расстоянии в 1 км от села Берёзовое.
В 300 метрах от границы с Донецкой областью (восток) и 3 км от Запорожской области (юг). По селу с южной части на север протекает пересыхающий ручей с запрудой. Запруды разрушены с легкой руки правления сельского совета более 10 лет назад. Вследствие чего безвозвратно утрачено четыре пруда в северо-восточной части села.

## Происхождение названия
Село сформировалось из двух отдельных сел — Петровское и Терновское. После установления советской власти на Украине получило единое название — Ново Петровское. Название Новопетровское установилось в 80-е годы прошлого века.

## История
- 1922 — дата основания.